# والری دلاکورت
والری دلاکورت (مجاری: Valerie Delacorte؛ ‏ ۴ ژوئن ۱۹۱۴ – ۱۴ ژوئیهٔ ۲۰۱۱) بازیگر، خیر نیکوکار و نویسنده مجاری-آمریکایی بود.